# ولشکوک
ولشکوک (به لاتین: Veleškovec) یک زیستگاه انسانی در کرواسی است.